# Drosophila stictoptera
Drosophila stictoptera este o specie de muște din genul Drosophila, familia Drosophilidae, descrisă de Tsacas și Chassagnard în anul 1999. Conform Catalogue of Life specia Drosophila stictoptera nu are subspecii cunoscute.